# Histoire du Centre national d'études spatiales de 1961 à 1981

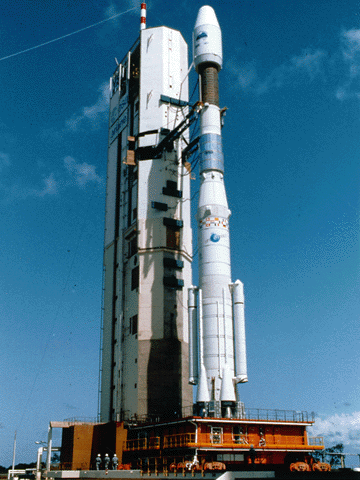
Fusée Ariane 44

Alors que l'Union soviétique et les États-Unis ont entrepris la conquête de l'espace extra-terrestre, les États européens se sentent peu concernés par cette nouvelle frontière qui semble vouée uniquement à la science et qui paraît un gadget dans la compétition médiatique qui accompagne la Guerre froide.
Sans être beaucoup plus convaincu de l'avenir des applications spatiales, le gouvernement français du président Charles de Gaulle souhaite ne pas laisser à l'URSS et aux États-Unis le monopole des techniques permettant d'atteindre la satellisation. Jusqu'alors, les recherches françaises entreprises dans le domaine des moteurs-fusées ont été menées dans un cadre militaire à partir de technologies plus ou moins dérivées de l'expérience allemande des missiles V2. Dans le cadre de l'effort national en matière de recherche et de technologie, il est décidé de créer une entité civile qui consacrera ses activités à l'exploration scientifique et à l'utilisation de l'espace.

## Création et installation du CNES
Par la loi no 61-1382 du 19 décembre 1961, le Centre National d'Études Spatiales est institué comme organisme scientifique et public, de caractère industriel et commercial. Il a pour mission de développer et d'orienter les recherches scientifiques et techniques poursuivies dans le domaine des recherches spatiales. Le Président du Conseil d'Administration est le Pr Pierre Auger auquel succéda en 1962 le Pr Jean Coulomb. Sur le plan opérationnel, la Direction générale est confiée au Général de l'Armée de l'Air Robert Aubinière qui a commandé la Base d'Hammaguir (Algérie) où ont lieu les essais français de fusées. Le premier objectif fixé au CNES est, en coopération avec la Délégation Ministérielle pour l'Armement (DMA) de développer un Lanceur (de satellites) permettant à la France de devenir la troisième puissance spatiale derrière l'URSS et les États-Unis.
Le CNES va orienter ses efforts dans deux voies qui sont :
- la préparation du lanceur Diamant à partir d'engins balistiques expérimentés depuis quelques années et la fabrication avec l'industrie française de petits satellites scientifiques de la famille D1 (Diapason, Diadème,)
- l'acquisition de compétences plus élaborées par une coopération avec la NASA pour former des ingénieurs et construire un satellite scientifique (FR1) qui sera lancé par une fusée américaine Scout.

L'établissement installe son siège à Paris (rue de l'Université) et crée un centre technique dans la région parisienne à Brétigny-sur-Orge.
Le premier objectif est atteint dès 1965 avec le lancement réussi du satellite A1 (capsule technologique baptisée Astérix) le 26 novembre et la mise sur orbite de FR1 le 6 décembre au lendemain du premier tour des élections présidentielles.
Après ce succès, les productions des lanceurs de satellite et des engins militaires vont être séparées. Le CNES devient responsable des lanceurs civils en plus du programme spatial. 
Parallèlement, sur l'impulsion de la Grande-Bretagne, des négociations sont menées pour créer des structures spatiales entre quelques États européens (France, Grande-Bretagne, Allemagne, Italie, Belgique et Pays-Bas). Après deux ans de négociations, sont créés en 1964 deux organisations préfigurant l'Europe spatiale.
- Eldo-Cecles  (European Launcher Development Organization) qui a mission de réaliser un lanceur de satellites à partir de la fusée Blue Streak britannique. C'est le projet Europa.
- Esro-Cers  (European Space Research Organization) qui est chargée des missions spatiales, c'est-à-dire construire des satellites scientifiques. La Suède, la Suisse et le Danemark se joignent aux six pays formant l'Eldo. Le Pr P. Auger est le premier président de l'Esro.

## Implantations des moyens techniques

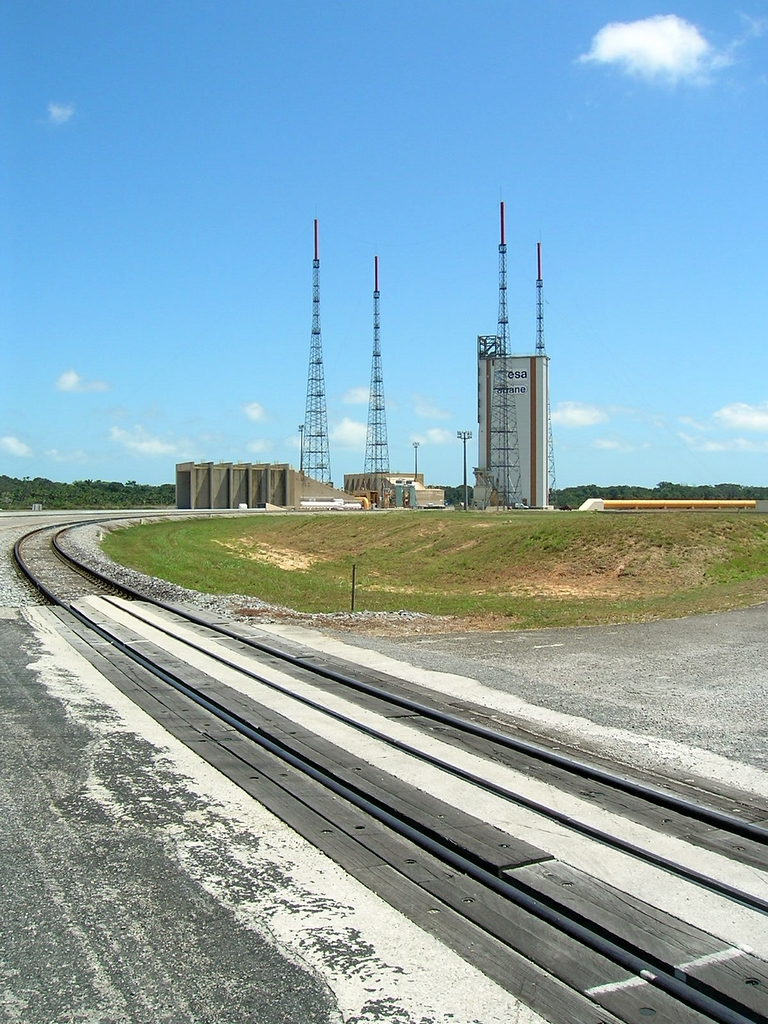
Zone de lancement d'Ariane 5 dans l'établissement de Kourou géré conjointement par le CNES et l'ESA

Le programme spatial français a exigé la création d'une infrastructure importante pour les lancements, la fabrication et les essais des satellites, le suivi et le contrôle en orbite.
- Bases de lancement.
  - Hammaguir Les premiers lancements de Diamant ont lieu à partir du Centre d'Essais d'Hammaguir (Algérie) jusqu'à sa fermeture en 1967.
  - Kourou Dès 1963, une nouvelle base de lancement est recherchée et le choix se porte finalement sur la Guyane française qui a le double avantage d'être pratiquement équatoriale et de permettre des lancements vers l'est avec un minimum de risques. Le Centre Spatial Guyanais est installé à Kourou et les lanceurs Diamant y sont lancés à partir de 1970. La base guyanaise qui connaît un développement continu depuis sa création devient européenne quelques années plus tard.
- Établissements techniques
  - Brétigny . Le premier centre technique est installé à Brétigny. Il regroupe l'ensemble des moyens nécessaires au fonctionnement du CNES (Bureaux d'études, laboratoires de recherche, ateliers de fabrication, moyens de calcul et d'essais) ainsi que les services administratifs et logistiques. Il reste en service jusqu'en 1975 quand se termine son transfert vers de nouveaux établissements.
  - Toulouse . Dès 1963, il est décidé que les moyens consacrés aux satellites, fusées sondes et ballons seront installés à Toulouse en application de la politique de décentralisation. Le Centre spatial de Toulouse est ouvert en 1968. Le déménagement de Brétigny se fait progressivement (Ballons, moyens d'essais, fusées sondes, satellites) et se termine en 1974 (informatique et opérations). Le CST est en 2008 un des principaux centres techniques européens dans le domaine de la recherche spatiale.
  - Evry . Pour rester proches des industriels spécialisés, les services chargés des Lanceurs s'installent en 1975 dans la région parisienne à Evry, ville nouvelle de l'Essonne. C'est dans ce Centre que se font les études sur Ariane et ses développements ainsi que les travaux sur la navette Hermès (abandonnée en 1992).
  - Aire sur l'Adour  (Landes). Ce petit centre consacré aux ballons stratosphériques fonctionne depuis 1962. C'est un auxiliaire important pour les recherches des laboratoires du CNRS et des Universités.

Quelques années après le CNES (1968), l'ESRO crée les premiers établissements européens qui seront repris et développés par l'Agence Spatiale Européenne (ESA).
Ce sont les Centres de Noordwijk (Pays-Bas), Frascati (Italie), Darmstad(RFA) et Kiruna (Suède).
- Le réseau de stations de contrôle.

Pour déterminer la position des satellites en orbite, recevoir les informations qu'ils ont collectées et leur envoyer des ordres à exécuter, il faut disposer d'installations en visibilité de leur trajectoire. Les premiers satellites français ont une inclinaison qui ne dépasse pas 50° et une altitude moyenne de l'ordre de 300 km. Les stations du réseau sont choisies pour qu'à chaque orbite au moins une station aient le satellite en visibilité pendant une dizaine de minutes. Elles sont équipées d'antennes orientables pour recevoir les informations(télémesure 136MHz) et envoyer des ordres aux satellites (télécommande 148 MHz). Deux d'entre elles sont équipées d'interféromètres permettant de calculer les paramètres de l'orbite et de prévoir la position des satellites.
Les stations du réseau sont implantées comme suit :
- Brétigny: Station pilote, elle permet les mises au point techniques et a une liaison directe avec le Centre de calcul. Elle est transférée en 1974 à Toulouse.
- Hammaguir puis Canaries (1966): Station base de lancement, elle est aussi équipée d'un interféromètre pour la localisation des satellites. Au départ d'Hammaguir, la station télémesure/télécommande est transférée aux Canaries.
- Ouagadougou (Burkina Faso): Station télémesure et télécommande.
- Brazzaville (Congo): Station télémesure et télécommande.
- Prétoria (Afrique du Sud): Station télémesure et télécommande ainsi que station interférométrique.

Deux stations temporaires sont aussi installées par le CNES à Beyrouth (Liban) comme station aval des lancements Diamant et à Stephanion (Grèce) pour les mesures laser sur les satellites D1.
La station interférométrique d'Hammaguir a ensuite été installée à Kourou. À partir des années 1980, un réseau aussi dense n'a plus d'intérêt pour le programme français, il est progressivement démantelé et les sites sont remis aux autorités locales.

## Lanceurs de satellites de Diamant à Ariane 1

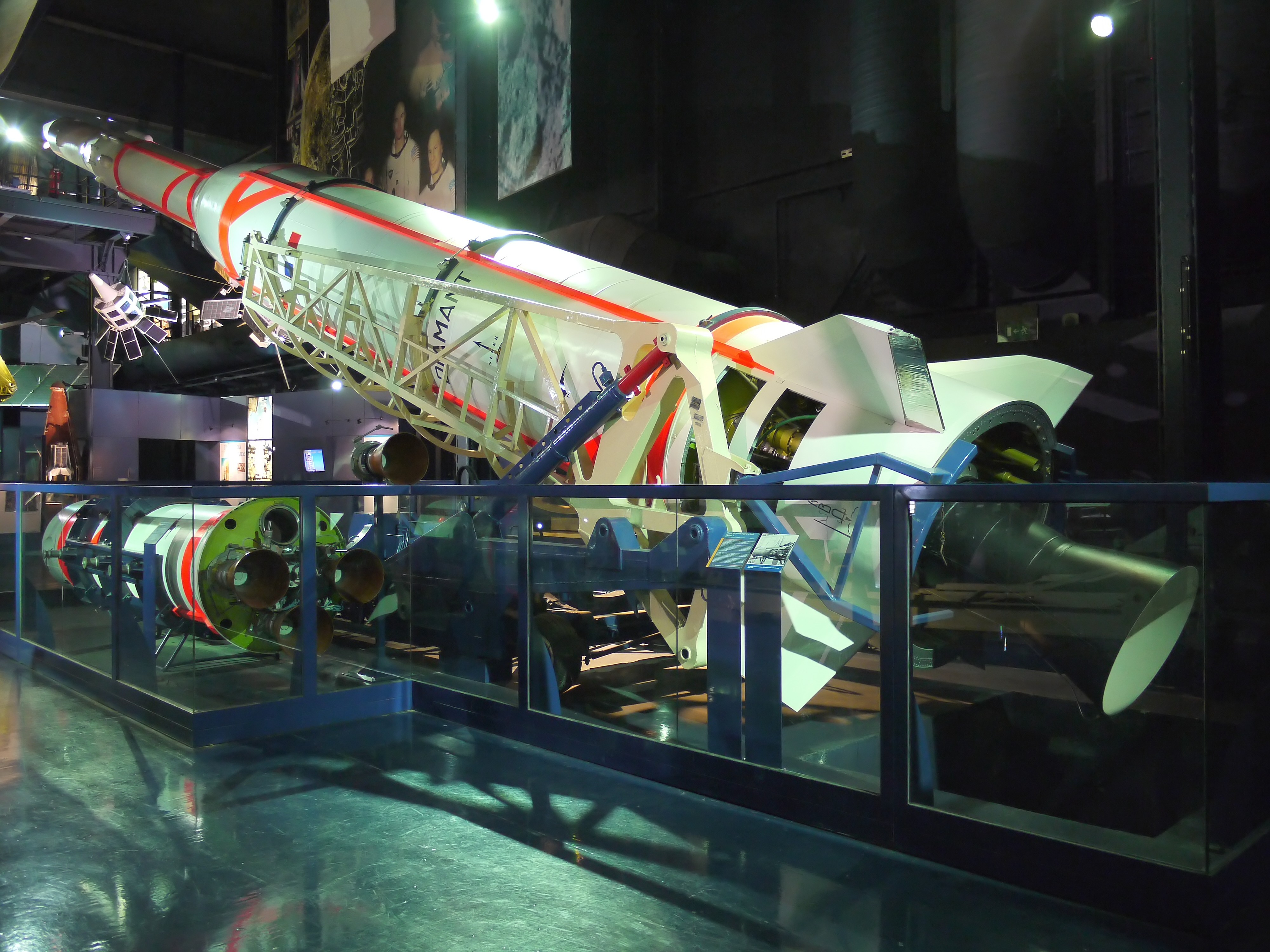
Fusée Diamant A

Le lanceur de satellite Diamant doit son nom à la série de fusées d'essai à poudre qui l'a précédé et a été baptisée du nom de Pierres précieuses (Agate, Topaze, Saphir, Émeraude, ..). C'est un engin à trois étages pouvant placer en orbite basse à 300 km un satellite d'une centaine de kilogrammes. Le lanceur Diamant a été utilisé pendant dix ans (1965-1975) où il a reçu deux améliorations importantes.
- Diamant A Le lanceur de base a trois étages en service jusqu'en 1970. Le premier étage est à propergols liquides, les deux autres sont des étages à poudre. Diamant A est lancé 4 fois avec succès entre 1965 et 1967.
- Diamant B Pour améliorer les performances du lanceur, le premier étage voit ses dimensions augmentées et des propergols plus efficaces sont utilisés (UDMH+ N2O4). Le troisième étage est aussi amélioré de 10 %. La charge utile mise en orbite est doublée et passe à 200kilogrammes en orbite basse. Diamant B est lancé cinq fois depuis la base de Kourou, mais il connaît deux échecs.
- Diamant BP-4· Le second étage à poudre est modifié et permet de gagner environ 10 % sur les performances du lanceur. Trois lancements sont faits avec succès. Le dernier en 1975 met fin au programme Diamant.

Dans la même période, les futurs lanceurs européens se préparent. L'organisation européenne Eldo-Cecles étudie et teste la fusée Europa 1. Elle comprend le premier étage anglais Blue Streak, le second étage français Coralie et le troisième étage allemand Astris. Sans avoir réussi un lancement avec Europa 1, l'Eldo passe à Europa 2 plus puissante pouvant mettre en orbite géosynchrone le satellite franco-allemand Symphonie..Ce programme n'aboutit pas. Après une série d'essais qui ont eu lieu à Woomera (Australie), puis à Kourou (Guyane française) il est abandonné en 1974.
Dans le même temps, la Grande-Bretagne teste à Woomera son lanceur à 3 étages Black Arrow. Il est néanmoins abandonné malgré le lancement réussi du satellite Prospero en octobre 1971. 
La Direction des Lanceurs du CNES lance de son côté l'étude d'un lanceur appelé L3S (Lanceur de substitution à 3 étages) qui a les performances d'Europa mais dont le concept plus simple est à la portée de l'industrie européenne. Ce projet est finalement retenu et décidé par l'Agence Spatiale Européenne qui est créée en 1973 par le regroupement de l'ELDO et l'ESRO. La maîtrise d'ouvrage du lanceur est confiée au CNES et le projet est développé sous le nom d'Ariane.
- Ariane 1 Le premier lancement a lieu avec succès de la base de Kourou le 24 décembre 1979 et le lanceur européen est déclaré opérationnel le 20 décembre 1982.

## Satellites lancés par Diamant et programmes apparentés

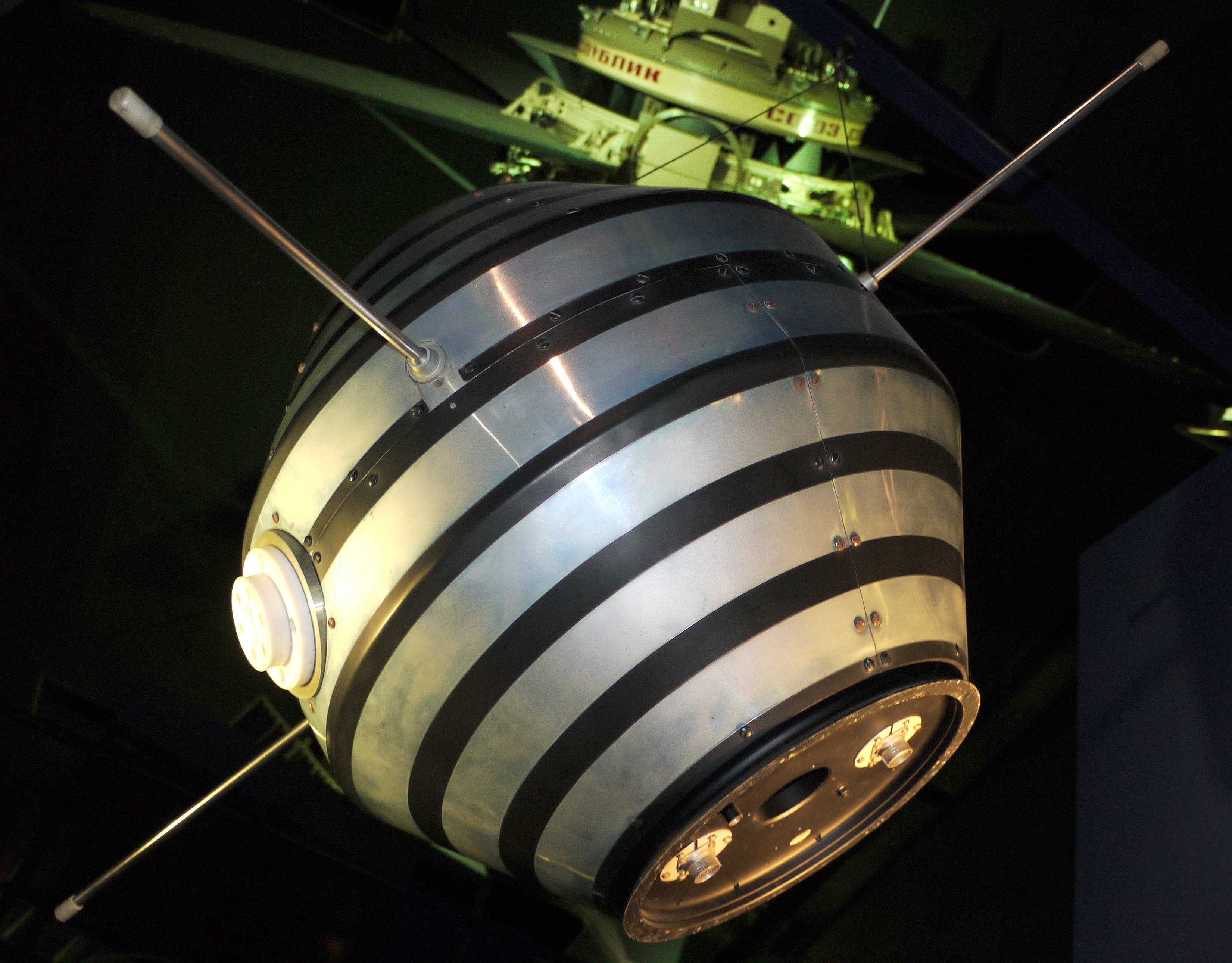
Astérix premier satellite français (1965)

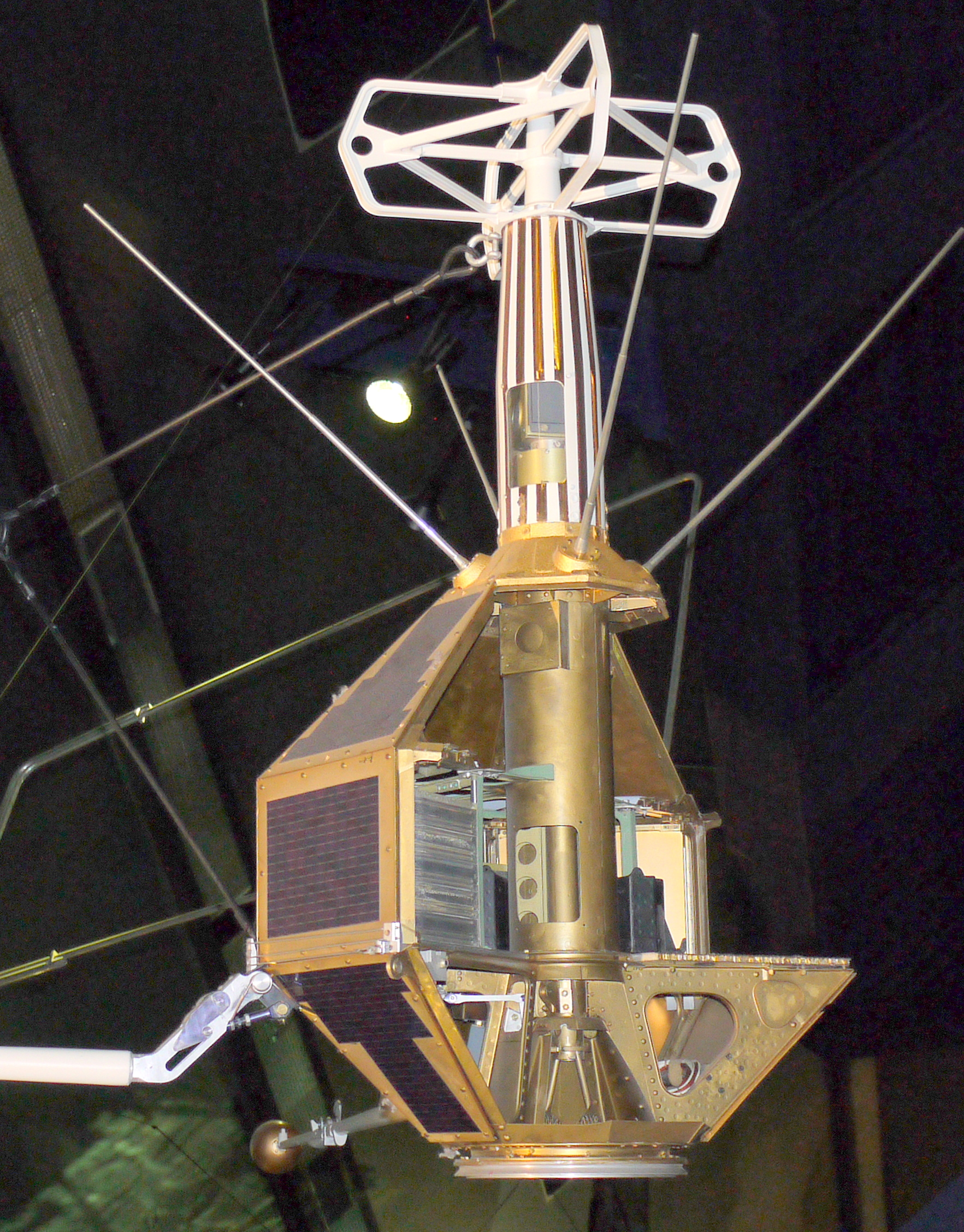
Maquette du satellite FR1

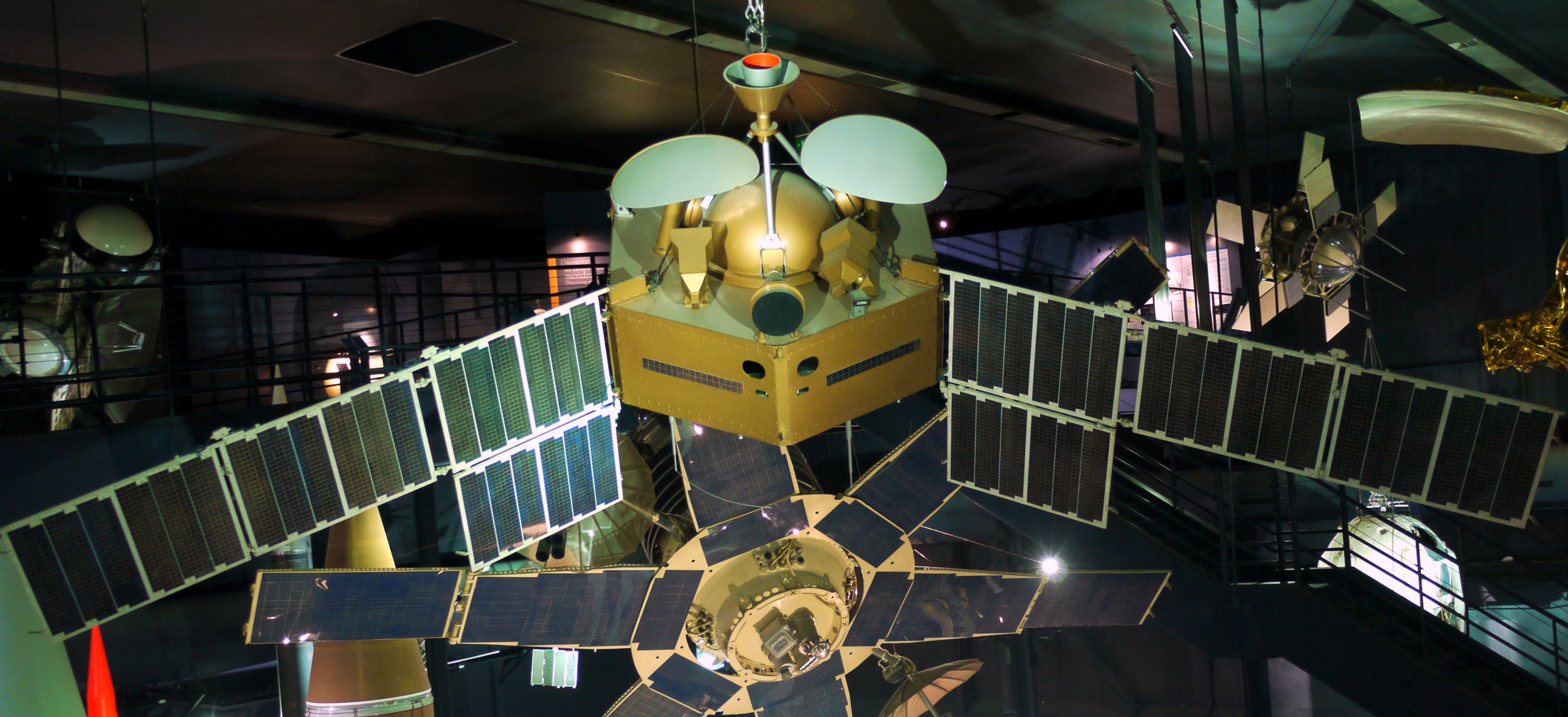
Maquette de Symphonie 1 premier satellite frano-allemand de télécommunications

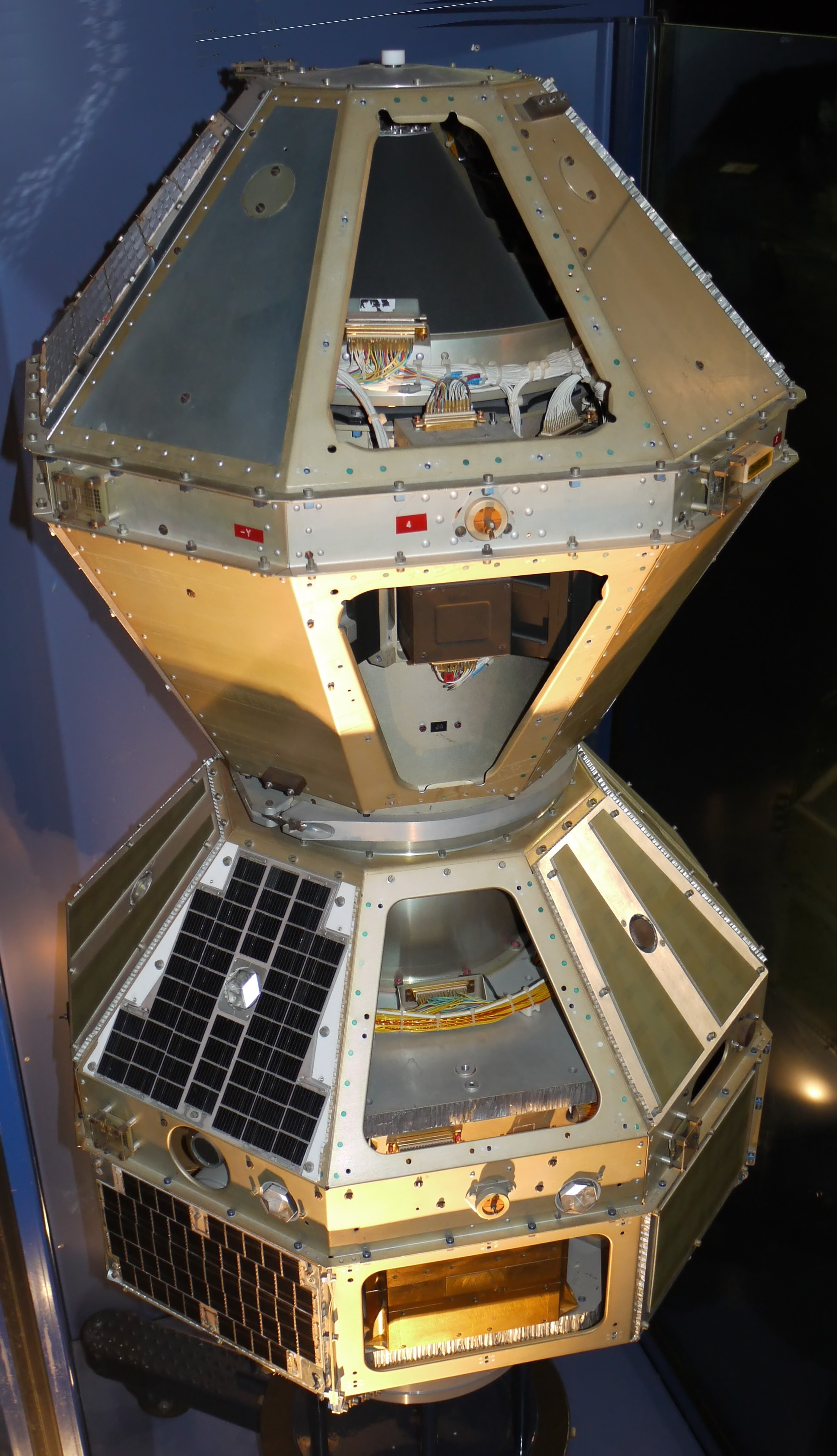
Maquette de Castor et Pollux satellites technologiques (1975)

Les satellites lancés pendant la période d'exploitation de Diamant sont des satellites scientifiques ou technologiques. 
- Satellites Diamant
  - A-1 (Astérix) Capsule destinée à vérifier la satellisation (26 nov.1965)
  - D-1 (Diapason et Diadème) Série de 3 satellites scientifiques consacrés à la géodésie (Doppler et laser). 1966 et 1967.
  - (Dial + Wika) (Peole) Essais techniques Les 2 premiers lancements Diamant B servent à divers tests techniques dont celui du futur satellite Éole.
  - D-2A (Tournesol) Diamant B. Étude de la distribution de l'hydrogène stellaire.
  - Starlette Diamant BP4. Satellite passif équipé de réflecteurs laser pour la géodésie.
  - D5A-D5B (Castor et Pollux) Couple de satellites technologiques porteurs d'expériences scientifiques préparatoires et de propulseurs à hydrazine à l'essai.
  - D-2B (Aura) Astronomie (Activité solaire et galaxie)
- Autres satellites
Pendant cette même période, le CNES a développé une coopération internationale active qui lui ont permis de faire lancer des satellites par des lanceurs américains ou soviétiques. Ce sont notamment :
  - FR1 (NASA- fusée Scout- Vandenberg – 1965) Ondes TBF et ionisation.
  - FR2 –Éole  (NASA- fusée Scout-Wallops Island- 1971) Météorologie et localisation de balises sous ballons dérivants.
  - SRET 1 et SRET 2 (URSS- fusée Vostok- Plesetsk –1972 et 1975) Radiations et cellules solaires. Système radiatif passif (prépa. Météosat)
  - SYMPHONIE 1 et 2 (NASA- Thor-Delta 2914- Canaveral- 1974 et 1975) Satellites géostationnaires franco-allemands de télécommunications.
  - SIGNE 3 (URSS- fusée Kosmos-Plesetsk 1977) Astronomie Gamma.
  - METEOSAT 1 (ESA- NASA- Delta- Canaveral- 1977) Satellite géostationnaire de météorologie. Étudié par le CNES depuis 1970, ce programme soutenu par 8 États européens utilisateurs est placé sous la responsabilité de l'Agence spatiale européenne (ESA) en 1975.
- Les satellites européens

L'organisme européen Esro, auquel la France participe, est mieux organisé que l'Eldo et va réaliser huit satellites scientifiques lancés par des fusées de la Nasa entre 1968 et 1972. L'industrie française, bien préparée par les programmes du CNES apporte une contribution importante à ces réalisations. On peut citer les 4 satellites ESRO, les 2 satellites HEOS ainsi que TD1 et ESRO 4. Les laboratoires français comme le CEA (Astrophysique) sont bien représentés dans les missions scientifiques et contribuent à de nombreux programmes.

## Activités générales
Le développement des lanceurs, des satellites et des moyens associés s'inscrit dans la politique générale menée par le CNES en application de la loi de création et des directives reçues de son Ministère de tutelle. Cette politique recouvre un certain nombre de domaines qui permettent d'orienter et de développer la recherche spatiale française. 
Parmi ceux-ci, on peut citer:

### Soutien de la recherche scientifique
Les services du CNES ne font pratiquement pas de recherche scientifique, mais ils apportent un soutien financier et technique à plusieurs Laboratoires qui se sont spécialisés dans les études de l'espace. Ils contribuent activement à la définition et à la validation des matériels scientifiques embarqués sur les satellites. Cette collaboration vaut à la plupart de ces Laboratoires et des chercheurs une notoriété internationale.

### Emergence de «l'Espace utile»
La recherche spatiale qui semble limitée au début du CNES à l'exploration scientifique de l'espace comme le montre la première famille de satellites, s'ouvre rapidement sur un champ d'applications assez prometteur. Dès 1968, le CNES inscrit dans ses programmes d'études des systèmes à satellites qui visent une utilisation pratique de l'espace. Ils portent sur la météorologie (Météosat), les télécommunications (Symphonie), la localisation (Éole puis Argos), l'Observation de la Terre (GDTA, Caméléon puis SPOT). Une communication active auprès des médias et du public fait en outre évoluer positivement l'image de la recherche spatiale dans l'opinion.

### Recherche et développement technologiques
Le milieu spatial (vide, températures, rayonnements, ..) et les conditions de lancement (vibrations, accélérations, ..) exigent des composants et des équipements spécialement étudiés. Les laboratoires du CNES engagent des recherches technologiques qui sont rapidement relayées par l'industrie spatiale. De même, pour simuler au sol ces conditions contraignantes, d'importants moyens d'essais sont installés sur les sites de Brétigny puis de Toulouse.

### Politique industrielle
La recherche spatiale et les développements qui se dessinent dès 1970 exigent une industrie compétente et dynamique pour atteindre ses objectifs. Le CNES, dès sa création, encourage cette industrie naissante qui acquiert rapidement une place internationale qu'elle saura conserver et améliorer. (Une liste non limitative de ces industriels peut être consultée dans les articles concernant les satellites Symphonie, Météosat et Spot ainsi que le lanceur Ariane). Dès 1973 et la création de l'ESA, la politique industrielle prend une tournure plus européenne, mais l'industrie française y conserve une place très importante.

### Coopération internationale
Le caractère civil des activités du CNES et ses objectifs scientifiques favorisent rapidement les contacts internationaux. Si les coopérations avec les Administrations des États-Unis (NASA, NOAA…) et les organismes (ELDO, ESRO, ESA) et pays européens (RFA, Italie, Espagne...) sont les plus importantes et les plus actives, le CNES établit aussi très rapidement des contacts avec de nombreux pays. Il ouvre la voie de la coopération avec l'URSS dès 1966. Des programmes à couverture internationale (Éole, Symphonie, Argos, Spot, ..) l'amène à passer des accords avec de nombreux pays (Canada, Argentine, Inde, Chine, pays africains, etc.).

### Formation et publications
Faire connaître l'espace et les techniques associées a toujours été une priorité du CNES. De nombreuses formations sont organisées à l'attention des étudiants et des enseignants. Elles portent sur les techniques et le management. L'Établissement accueille des boursiers (thèses) et des stagiaires dans ses laboratoires.
De nombreuses publications techniques font le point sur les études et travaux réalisés. Des communications sont présentées dans les symposiums internationaux. (AIA, COSPAR, etc)

## Le virage industriel et européen

Jean-Loup Chrétien premier astronaute français

À partir des années 1980, les activités spatiales évoluent vers une exploitation commerciale soutenue et les satellites d'application offrent au lanceur Ariane un véritable marché industriel. Dans de nombreux domaines, l'industrie prend le relais du CNES. Sur le plan scientifique, les grands programmes sont de plus en plus européens. Les vols habités des États-Unis et de l'URSS s'ouvrent à la coopération, le CNES forme les premiers spationautes européens (Jean-Loup Chrétien et Patrick Baudry).